# Lohrville (Iowa)
Pour les articles homonymes, voir Lohrville.
Lohrville est une ville du comté de Calhoun, en Iowa, aux États-Unis. La ville est fondée en 1881, lorsque le chemin de fer y est développé. Elle est nommée en l'honneur de Jacob A. Lohr qui possédait les terres où la ville est créée. Elle est incorporée le 14 décembre 1882

## Source de la traduction
- (en) Cet article est partiellement ou en totalité issu de l’article de Wikipédia en anglais intitulé « Lohrville, Iowa » (voir la liste des auteurs).